# Honma TourWorld Cup
Honma TourWorld Cup är en professionell golftävling på den japanska golftouren. Tävlingen spelades för första gången 2015 och arrangörsbana var då Ishioka Golf Club i Ibaraki. Den totala prissumman 2016 var 100 000 000 ¥, varav 20 000 000 ¥ gick till vinnaren.

## Vinnare
| År                                  | Spelare                             | Nationalitet                        | Resultat                            | Mot par                             | Segermarginal                       | Runner(s)-up                                          |
| Honma TourWorld Cup at Trophia Golf | Honma TourWorld Cup at Trophia Golf | Honma TourWorld Cup at Trophia Golf | Honma TourWorld Cup at Trophia Golf | Honma TourWorld Cup at Trophia Golf | Honma TourWorld Cup at Trophia Golf | Honma TourWorld Cup at Trophia Golf                   |
| ----------------------------------- | ----------------------------------- | ----------------------------------- | ----------------------------------- | ----------------------------------- | ----------------------------------- | ----------------------------------------------------- |
| 2016                                | Yuta Ikeda                          | Japan                               | 270                                 | −14                                 | Särspel                             | Song Young-han                                        |
| 2015                                | Lee Kyoung-hoon                     | Sydkorea                            | 268                                 | −16                                 | 1 slag                              | Tomohiro Kondo, Ryuichi Oda, Taichi Teshima, Wu Ashun |